# Pierre Osenat
Pierre Osenat est un poète et critique français, né le 2 octobre 1908 à Fécamp, et mort le 26 août 2007 à Saint-Mandé.

## Biographie
Il passe son enfance en Martinique, où son grand-père, Pierre, est entrepreneur. Son père, Nicolas Osenat est vérificateur des douanes à Fécamp, époux d'Henriette Ehrmann. Après des études classiques latin-grec, il fait médecine, est major à l'Internat et devient chirurgien spécialisé en oto-rhino-laryngologie. Il exerce pendant plus de cinquante ans dans des hôpitaux parisiens, à sa propre clinique à Saint-Mandé, et en son cabinet personnel Place Gambetta, à Paris. Il est professeur au Collège de médecine de Paris.
En 1936, il s'engage dans les Brigades internationales. Il attend 1948 pour publier son premier ouvrage. En 1949, il est cofondateur du Groupement des Écrivains-Médecins (GEM).
Son engagement poétique le conduit à présider, de 1962 à 1983, la Société des poètes français, dont il fut ensuite nommé président d'honneur. Il siège également quelques années au Haut Comité de la Langue Française.
Son activité de critique d'art se manifeste par des participations à des jurys, et par la publication d'ouvrages à propos d'artistes contemporains.

### Décorations
- Officier de la Légion d'honneur
- Officier de l'ordre des Palmes académiques[2].
- Officier de l'ordre des Arts et des Lettres

### Poésie
- Passage des vivants, préface de Jacques Audiberti, Paris, 1962

- Prix Émile-Hinzelin de l’Académie française en 1963
- Chants des Antilles, Paris, 1965

- Prix Heredia de l’Académie française en 1966
- Poèmes choisis, préface de Jacques Prévert, illustrations de Guillemette Morand et Jean Vénitien, Éditions A. Henneuse, 1969.
- Cantate à l’île de Sein, Éditions Aux dépens d’un amateur 1970
- Cantate à l’île d’Ouessant, 1977, Prix Emile Blémont 1979
- Le Dieu des îles, Bonnétable : R. Crès, 1981

- Prix Broquette-Gonin (littérature) de l’Académie française
- Cantate du paysan, Éditions Jean Grassin, 1993, illustrations de Frédéric Menguy
- Il n'y a pas que la mer, Éditions Jean Grassin, 1999, illustrations de Paul Collomb
- Ceux de la mer, vocation maritime, Éditions Associatives Clapàs, 2002
- La chapelle abandonnée, visite, méditation, Chez l’auteur, 2003
- L’adieu à l’île, Frontispice de Pierre Le Colas, Édition Jean Grassin

- Prix Théophile Gautier de l’Académie française en 1998
- À chacun sa vie, à chacun sa foi, 2005
- Anthologie de la poésie française, Édition Larousse, 2007
- Sac à terre, juin 2007
- Le sang rouge

### Romans
- L'interne de garde est mort, Debresse
- La chronique d'un cancer, Flammarion

### Essais
- Le silence de Dieu, Michel Dansel, 1984

### Critique
- Eloge de Clavé, Manuel Bruker, 1958
- Panorama de la peinture française moderne, Le Caducée, 1979
- Jean Vénitien, éditions Vision sur un peintre, 1984.
- Menguy, Éditions Lis 33, Libourne, 1987.
- La peinture française en reflet avec son temps, Grassin - Futura France SA, 1992

### Médecine
- Les atrésies du conduit auditif, librairie Marquette, 1939
- Traité de chirurgie maxillo-faciale, Masson, 1950
- De l'accrochage à l'accident grave, Dunod, 1961
- Manuel de l'aide-soignante, Masson, 1994